# Романиха (річка)
Романиха — річка стариця в Україні, у Охтирському районі Сумської області. Ліва притока Ворскли (басейн Дніпра).

## Опис
Довжина річки приблизно 2,3 км.

## Розташування
Витікає з річки Ворскла на південно-західній стороні від Пилівки. Тече переважно на південний захід і на північному заході від Лутище впадає у річку Ворсклу, ліву притоку Дніпра.